# Włodzimierz Lubański
Włodzimierz Leonard Lubański (Gliwice, 28 de fevereiro de 1947) é um ex-futebolista polonês.
Lubański é o segundo maior artilheiro da história da seleção nacional de seu país, tendo marcado 48 gols.

## Seleção polonesa
Com apenas 16 anos e 188 dias, Lubanski estreou na Seleção Polonesa de Futebol, sendo o mais jovem jogador a vestir sua camisa. Foram 65 atuações, entre os anos de 1963 e 1980. Os números do atacante se elevam quando são acrescentados os jogos olímpicos disputados pela seleção: 80 atuações e 50 gols marcados.

### Olímpiada de 1972
Lubański já era considerado um ídolo pela torcida polonesa quando, no ano de 1972, a seleção da Polônia conquistou a medalha de ouro nos jogos olímpicos tendo ele como líder e grande destaque da equipe.

### Copa do Mundo de 1974
Dois anos após a conquista da medalha de ouro, era grande a expectativa pelo desempenho de Lubański na Copa do Mundo de 1974. No entanto, uma fratura no pé, o tirou da disputa.
Sem Lubański, restou para Grzegorz Lato (reserva, até então) a tarefa de conduzir a seleção ao longo da Copa. A Polônia terminou a disputa com uma inédita terceira colocação, tendo Lato como artilheiro da competição, com sete gols marcados.

### Copa do Mundo de 1978
A estreia em mundiais foi em 1978, na Copa do Mundo da Argentina. No entanto, Lubański não conseguiu repetir o bom desempenho da campanha olímpica de 1972. Foram cinco partidas, sem nenhum gol marcado.

## Clubes
Disputando jogos em clubes de futebol profissionais, Lubański se destacou no Górnik Zabrze, de seu país. Jogando vários anos no clube (1963 a 1975), conquistou sete vezes o campeonato nacional.
Jogou também no KSC Lokeren, da Bélgica, entre os anos de 1975 e 1982.
Entre 1982 e 1984, defendeu o time do Valenciennes FC, da França.
Próximo do término de sua carreira, jogou no francês Stade Quimpérois.

## Homenagem
No ano de 2003, no mês de novembro, para comemorar o jubileu da FIFA, Lubański foi selecionado como "jogador de ouro" pela Associação Polonesa de Futebol, por ter sido considerado o melhor jogador de seu país nos últimos 50 anos.

## Estatísticas

### Clubes
| Equipe            | Temporada         | Campeonato nacional | Campeonato nacional | Copa nacional | Copa nacional | Competições continentais | Competições continentais | Total | Total |
| Equipe            | Temporada         | Jogos               | Gols                | Jogos         | Gols          | Jogos                    | Gols                     | Jogos | Gols  |
| ----------------- | ----------------- | ------------------- | ------------------- | ------------- | ------------- | ------------------------ | ------------------------ | ----- | ----- |
| Górnik Zabrze     | 1962–63           | 8                   | 4                   | 1             | 0             | –                        | –                        | 9     | 4     |
| Górnik Zabrze     | 1963–64           | 23                  | 12                  | 1             | 0             | 4                        | 1                        | 28    | 13    |
| Górnik Zabrze     | 1964–65           | 13                  | 9                   | 2             | 3             | 3                        | 1                        | 18    | 13    |
| Górnik Zabrze     | 1965–66           | 18                  | 23                  | 5             | 7             | 2                        | 3                        | 25    | 33    |
| Górnik Zabrze     | 1966–67           | 25                  | 18                  | 1             | 1             | 5                        | 3                        | 31    | 22    |
| Górnik Zabrze     | 1967–68           | 24                  | 24                  | 4             | 6             | 6                        | 4                        | 34    | 34    |
| Górnik Zabrze     | 1968–69           | 23                  | 22                  | 7             | 7             | –                        | –                        | 30    | 29    |
| Górnik Zabrze     | 1969–70           | 23                  | 12                  | 5             | 4             | 10                       | 7                        | 38    | 23    |
| Górnik Zabrze     | 1970–71           | 21                  | 10                  | 4             | 6             | 7                        | 8                        | 32    | 24    |
| Górnik Zabrze     | 1971–72           | 25                  | 14                  | 5             | 6             | 2                        | 1                        | 32    | 21    |
| Górnik Zabrze     | 1972–73           | 18                  | 2                   | –             | –             | 4                        | 5                        | 22    | 7     |
| Górnik Zabrze     | 1973–74           | 1                   | 0                   | –             | –             | –                        | –                        | 1     | 0     |
| Górnik Zabrze     | 1974–75           | 12                  | 5                   | –             | –             | –                        | –                        | 12    | 5     |
| Górnik Zabrze     | Total             | 234                 | 155                 | 35            | 40            | 43                       | 34                       | 312   | 225   |
| Lokeren           | 1975–76           | 34                  | 17                  | 2             | 1             | –                        | –                        | 36    | 18    |
| Lokeren           | 1976–77           | 29                  | 11                  | 3             | 2             | 3                        | 1                        | 32    | 14    |
| Lokeren           | 1977–78           | 31                  | 15                  | 5             | 4             | –                        | –                        | 36    | 19    |
| Lokeren           | 1978–79           | 32                  | 12                  | 4             | 4             | –                        | –                        | 36    | 16    |
| Lokeren           | 1979–80           | 28                  | 15                  | 3             | 1             | –                        | –                        | 31    | 16    |
| Lokeren           | 1980–81           | 24                  | 8                   | 2             | 2             | 5                        | 0                        | 31    | 10    |
| Lokeren           | 1981–82           | 18                  | 4                   | 1             | 0             | 1                        | 0                        | 20    | 4     |
| Lokeren           | Total             | 196                 | 82                  | 20            | 14            | 9                        | 1                        | 225   | 97    |
| Valenciennes      | 1982–83           | 31                  | 28                  | –             | –             | –                        | –                        | 31    | 28    |
| Valenciennes      | Total             | 31                  | 28                  | –             | –             | –                        | –                        | 31    | 28    |
| Quimper           | 1983–84           | 33                  | 7                   | –             | –             | –                        | –                        | 33    | 7     |
| Quimper           | 1984–85           | 25                  | 7                   | –             | –             | –                        | –                        | 25    | 7     |
| Quimper           | Total             | 58                  | 14                  | –             | –             | –                        | –                        | 58    | 14    |
| Total na carreira | Total na carreira | 519                 | 279                 | 55            | 54            | 52                       | 34                       | 626   | 367   |

### Seleção Polonesa
| Ano   | Jogos | Gols |
| ----- | ----- | ---- |
| 1963  | 3     | 1    |
| 1964  | 4     | 2    |
| 1965  | 2     | 5    |
| 1966  | 6     | 1    |
| 1967  | 7     | 3    |
| 1968  | 6     | 6    |
| 1969  | 8     | 10   |
| 1970  | 7     | 2    |
| 1971  | 5     | 4    |
| 1972  | 9     | 3    |
| 1973  | 5     | 7    |
| 1976  | 1     | 0    |
| 1977  | 3     | 2    |
| 1978  | 8     | 1    |
| 1980  | 1     | 1    |
| Total | 75    | 48   |

## Títulos
Górnik Zabrze
- Campeonato Polonês: 1962–63, 1963–64, 1964–65, 1965–66, 1966–67, 1970–71 e 1971–72
- Copa da Polônia: 1964–65, 1967–68, 1968–69, 1969–70, 1970–71 e 1971–72

Polônia
- Jogos Olímpicos: 1972

### Artilharias
- Campeonato Polonês de 1965–66 (23 gols)
- Campeonato Polonês de 1966–67 (18 gols)
- Campeonato Polonês de 1967–68 (24 gols)
- Campeonato Polonês de 1968–69 (22 gols)
- Taça dos Clubes Vencedores de Taças de 1969–70 (7 gols)
- Taça dos Clubes Vencedores de Taças de 1970–71 (8 gols)
- Ligue 2 de 1982–83 (28 gols)